# HVV 't Gooi in het seizoen 1960/61
Het seizoen 1960/1961 was het zesde jaar in het bestaan van de Hilversumse betaaldvoetbalclub 't Gooi. De club kwam uit in de Eerste divisie B en eindigde daarin op de negende plaats. Tevens deed de club mee aan het toernooi om de KNVB beker, hierin werd de club in de groepsfase uitgeschakeld.

## Wedstrijdstatistieken

### Eerste divisie B
|       | Be Quick | Blauw-Wit | DHC   | EBOH  | Eindhoven | Excelsior | Go Ahead | Heerenveen | Helmond | Heracles | RCH   | SHS   | Sittardia | SVV   | VSV   | Wageningen | ZFC   |
| ----- | -------- | --------- | ----- | ----- | --------- | --------- | -------- | ---------- | ------- | -------- | ----- | ----- | --------- | ----- | ----- | ---------- | ----- |
| Thuis | 1 – 2    | 0 – 3     | 1 – 1 | 4 – 3 | 6 – 4     | 1 – 1     | 1 – 2    | 0 – 6      | 1 – 0   | 0 – 3    | 1 – 0 | 4 – 3 | 2 – 1     | 0 – 0 | 2 – 0 | 3 – 1      | 1 – 0 |
| Uit   | 6 – 1    | 1 – 0     | 3 – 0 | 3 – 3 | 0 – 0     | 3 – 1     | 1 – 1    | 4 – 1      | 1 – 3   | 6 – 1    | 0 – 2 | 1 – 0 | 5 – 2     | 2 – 2 | 1 – 2 | 5 – 2      | 0 – 2 |

### KNVB beker
| Groepsfase                                                 | 't Gooi                                               | 1 – 2 (1 – 0) | HVC                                                     |
| 14 augustus 1960 Plaats: Hilversum Gemeentelijk Sportpark  | Henk Waterman 25'                                     |               | 60' Cees Houtveen 70' Bennie Marcus                     |
| Groepsfase                                                 | Hilversum                                             | 3 – 3 (1 – 3) | 't Gooi                                                 |
| 17 augustus 1960 Plaats: Hilversum Gemeentelijk Sportpark  | Chris Lefering 20', 45' (pen.) Gijs van Wieringen 52' |               | 32' Gerard de Jongh 35' Theo Buenen 32' Cees van Wilpen |
| Groepsfase                                                 | 't Gooi                                               | 2 – 3 (2 – 1) | Blauw-Wit                                               |
| 18 september 1960 Plaats: Hilversum Gemeentelijk Sportpark | Teus van Rheenen –', –'                               |               | Ger Clement Piet Dekker Wim Bleijenberg                 |
| Groepsfase                                                 | DWS/A                                                 | 2 – 2 (1 – 1) | 't Gooi                                                 |
| 12 februari 1961 Plaats: Amsterdam Olympisch Stadion       | Arie de Oude Frits Flinkevleugel 90'                  |               | 20', 88' Teus van Rheenen                               |

## Statistieken 't Gooi 1960/1961

### Eindstand 't Gooi in de Nederlandse Eerste divisie B 1960 / 1961
| Stand | Gespeeld | Gewonnen | Gelijk | Verloren | Punten | Doelpunten voor | Doelpunten tegen |
| ----- | -------- | -------- | ------ | -------- | ------ | --------------- | ---------------- |
| 9e    | 34       | 13       | 7      | 14       | 33     | 51              | 72               |

### Topscorers
| #      | Naam                   | Goal |
| ------ | ---------------------- | ---- |
| 1.     | Teus van Rheenen       | 17   |
| 2.     | Gerard de Jongh        | 11   |
| 3.     | Theo Buenen            | 7    |
| 4.     | Gerhard Tenniglo       | 6    |
| 5.     | Piet Burgers           | 2    |
| 5.     | Barend van Gardingen   | 2    |
| 5.     | Jan Karhof             | 2    |
| 8.     | Bas Brouwer            | 1    |
| 8.     | Bertus van der Straten | 1    |
| 8.     | Van der Tooren         | 1    |
| 8.     | Jan Tuinman            | 1    |
| Totaal | Totaal                 | 51   |

| #      | Naam             | Goal |
| ------ | ---------------- | ---- |
| 1.     | Teus van Rheenen | 4    |
| 2.     | Henk Waterman    | 1    |
| 2.     | Gerard de Jongh  | 1    |
| 2.     | Theo Buenen      | 1    |
| 2.     | Cees van Wilpen  | 1    |
| Totaal | Totaal           | 8    |